# Фонтет
Фонтет (фр. Fontette) насеље је и општина у североисточној Француској у региону Шампањ-Арден, у департману Об која припада префектури Троа.
По подацима из 2011. године у општини је живело 181 становника, а густина насељености је износила 9,35 становника/km². Општина се простире на површини од 19,36 km². Налази се на средњој надморској висини од 300 метара.

## Демографија
| 1962. | 1968. | 1975. | 1982. | 1990. | 1999. | 2011. |
| ----- | ----- | ----- | ----- | ----- | ----- | ----- |
| 194   | 211   | 225   | 219   | 188   | 176   | 181   |

График промене броја становника у току последњих година